# Sandängsfly

Sandängsfly, Apamea anceps är en fjärilsart som beskrevs av Michael Denis och Ignaz Schiffermüller 1775. Sandängsfly ingår i släktet Apamea och familjen nattflyn, Noctuidae. Enligt den finska rödlistan är arten starkt hotad, EN, i Finland. Enligt den svenska rödlistan är arten nära hotad, NT, i Sverige. Arten förekommer i Sverige från Skåne upp till Västerbotten, men glesare och med en del luckor i den norra delen av utbredningsområdet. Artens livsmiljö är öppna strandmiljöer, torra busk- och trädbärande gräsmarker. Inga underarter finns listade i Catalogue of Life.

## Bildgalleri

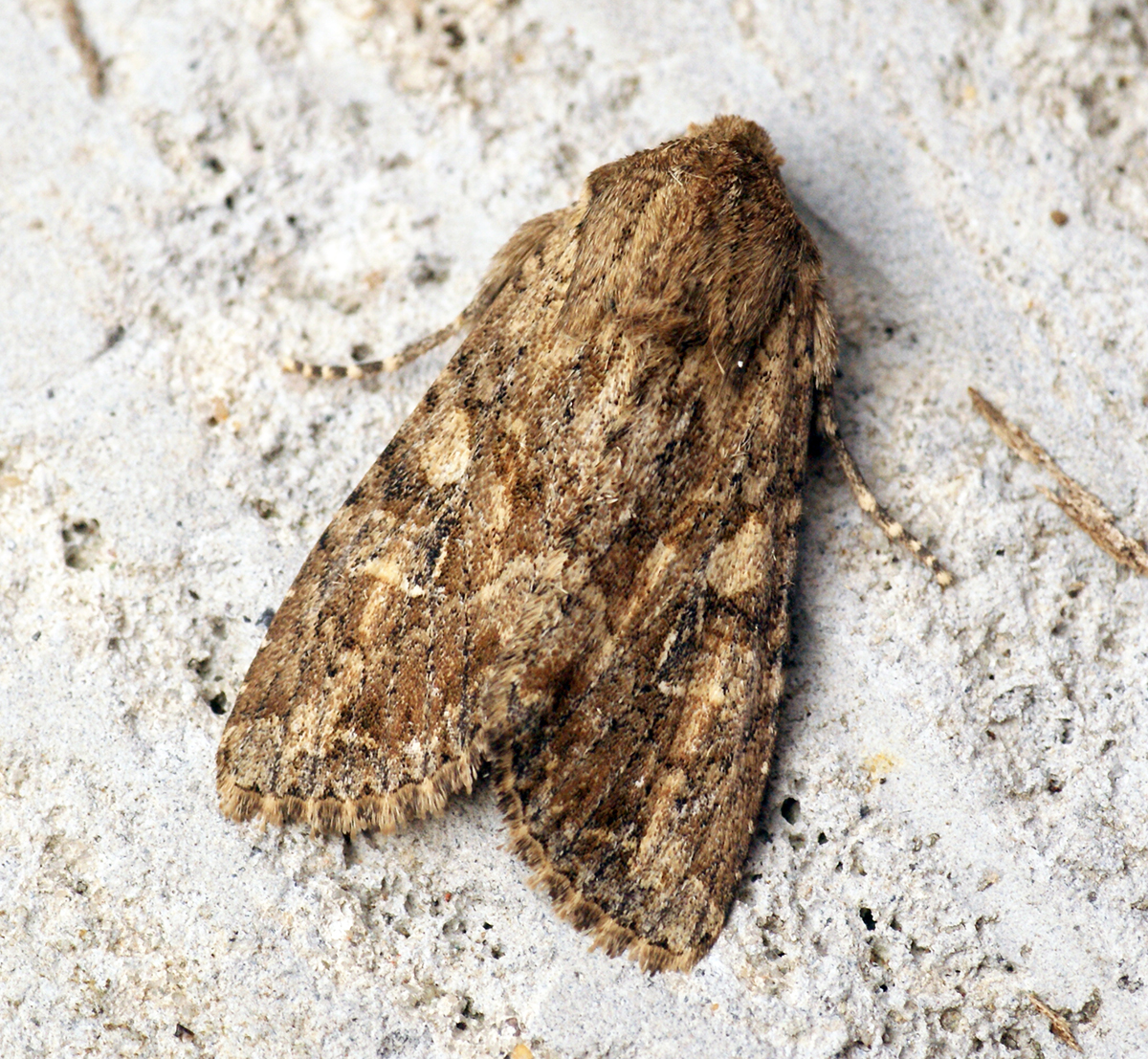
Imago fjäril
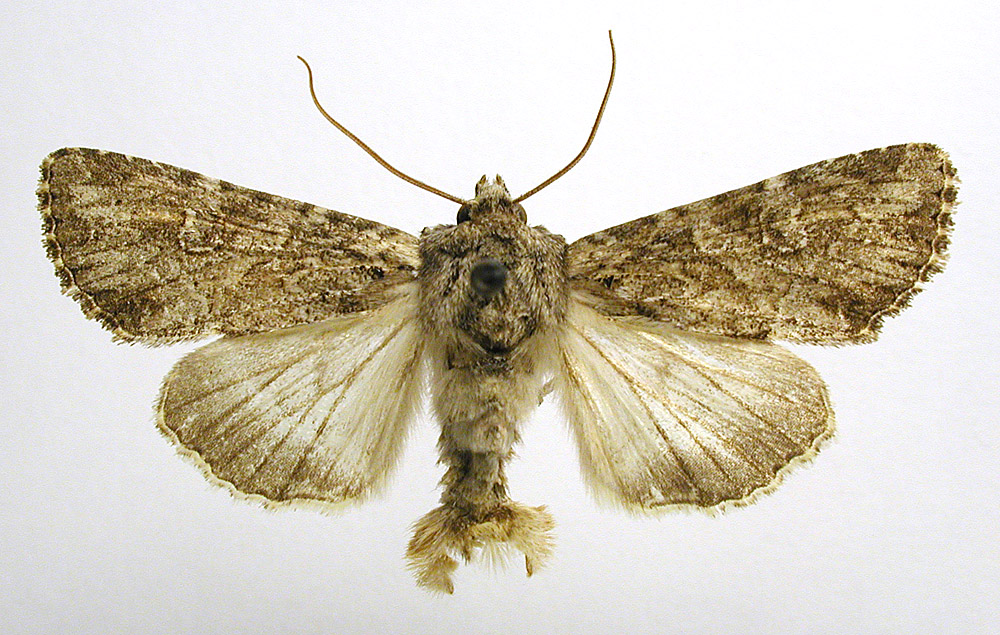
Preparerad (uppnålad) imago fjäril